# Tetracerus quadricornis
L'antilope quadricorne (Tetracerus quadricornis (Blainville, 1816), nota anche come chousingha, è un'antilope che vive nelle foreste aperte dell'Asia meridionale.

## Morfologia
L'antilope quadricorne misura appena mezzo metro d'altezza al garrese e pesa circa 20 chilogrammi. Le antilopi quadricorni hanno un manto giallo-bruno con le regioni inferiori e l'interno delle zampe bianco. Le zampe sono sottili e su quelle anteriori è presente una striscia nera.
Le corna si sviluppano solamente nei maschi. Solitamente questi animali ne hanno quattro; due tra le orecchie ed un secondo paio proprio sul davanti della fronte. I maschi sviluppano il primo paio di corna all'età di pochi mesi ed il secondo paio, indicatore dell'età  e del benessere nutritivo dell'animale, si sviluppa tra i 14 ed i 15 mesi. Le corna non cadono mai, ma possono venire danneggiate durante i combattimenti.

## Distribuzione e habitat
È diffusa soprattutto in India a sud delle pianure gangetiche fino allo stato del Tamil Nadu. L'Orissa costituisce il confine orientale della sua distribuzione, mentre la frammentata popolazione della foresta di Gir è quella più occidentale. Esiste anche una piccola popolazione nelle foreste più secche del Nepal.
Le antilopi quadricorne vivono nelle foreste decidue secche e sono creature solitarie.

## Comportamento e abitudini
Le antilopi quadricorne sono sedentarie e possono formare dei territori; durante la stagione degli amori i maschi tendono a divenire molto aggressivi nei confronti di altri maschi. Sebbene molta gente dica che siano animali muti, si possono udire sia quando emettono un richiamo di allarme che quando comunicano con i conspecifici. Il richiamo risuona come un rauco «phronk».

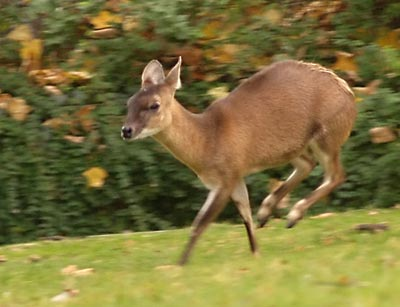
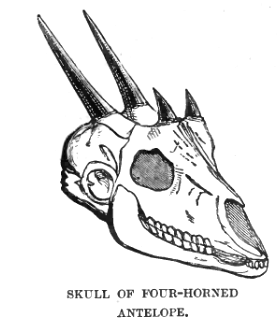
Cranio
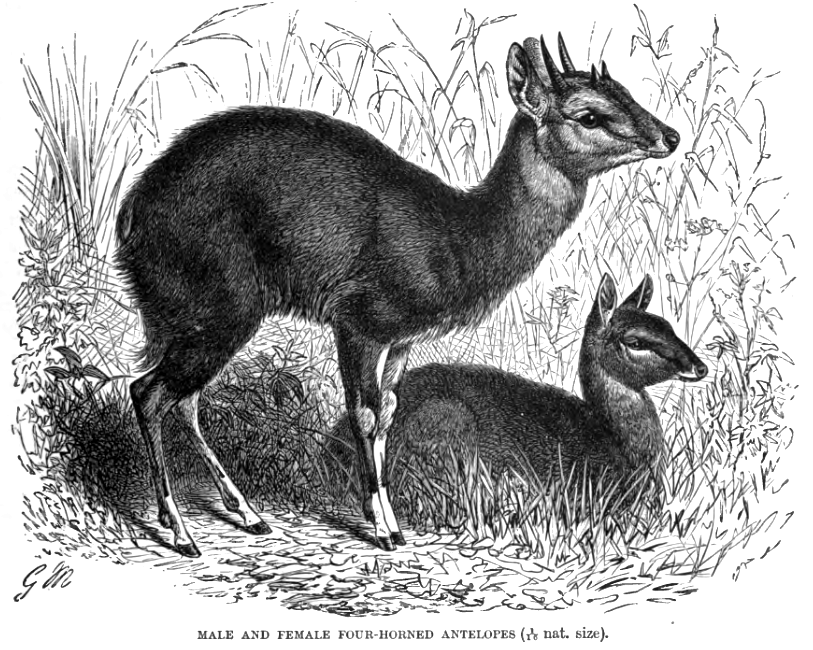
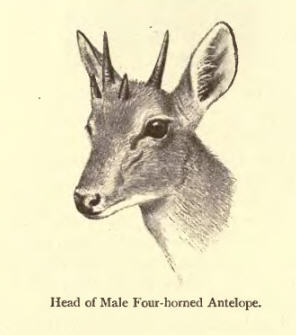